# Rasmus Max Wirth
Rasmus Max Wirth (* 1986 in Berlin) ist ein deutscher Schauspieler.

## Leben
Rasmus Max Wirth, geboren und aufgewachsen in Berlin, stammt aus einer Theaterfamilie und stand im Alter von 14 Jahren erstmals auf einer Theaterbühne. Nach zwei längeren Aufenthalten in Barcelona und New York City, wo er u. a. das HB Studio in Greenwich Village besuchte, absolvierte Wirth von 2009 bis 2013 sein Schauspielstudium an der Bayerischen Theaterakademie August Everding in München.
Während seiner Ausbildung hatte er bereits Auftritte an verschiedenen Münchner Spielstätten, u. a. am Prinzregententheater, in der Reaktorhalle München sowie am Metropoltheater und am Akademietheater. Im Sommer 2012 spielte er beim „Kulturwald“-Festival in Deggendorf im Hofmannsthal’schen Jedermann die Rollen „Geselle“ und „Teufel“. Außerdem wirkte er 2012 anlässlich der 850-Jahr-Feier der Stadt Landsberg am Lech in dem Theaterprojekt Komm, wir machen eine Revolution mit, das in Zusammenarbeit mit Landsberger Schülern entstand und an verschiedenen Spielorten der Landsberger Altstadt und im Stadttheater Landsberg aufgeführt wurde.
Nach seiner Ausbildung war er in der Spielzeit 2013/14 zunächst am Theater Münster verpflichtet.
Anschließend gehörte er ab der Spielzeit 2014/15 bis 2016 zum Ensemble des Schlosstheaters Celle, wo er zahlreiche Rollen des klassischen und modernen Theaterrepertoires spielte, u. a. den Mephisto, Romeo, die Titelrolle in Tschick, die Erzählerfigur Nick Carraway in einer Bühnenfassung des Romans Der große Gatsby, den jungen Soldaten Tjaden in Im Westen nichts Neues, den Schreiber Licht in Kleists Lustspiel Der zerbrochne Krug und den Titelhelden in Dantons Tod.
Er wirkte seit 2018 in mehreren Produktionen des Atze Musiktheaters in Berlin mit und gastierte beim „Fliegenden Theater Berlin“. In der Spielzeit 2019/20 trat er am Theater «Keller 62» in Zürich gemeinsam mit der Schweizer Schauspielerin Laura Sophia Becker, in dem Zwei-Personen-Stück Im Bett nach dem preisgekrönten Drehbuch des chilenischen Autors Matías Bize auf. Im Mai 2020 gastierte er in der Nürnberger Tafelhalle in einem Livestream-Theaterprojekt. Für die Spielzeit 2020/21 wurde Wirth an das Theater am Gleis in Winterthur (Schweiz) engagiert.
Rasmus Max Wirth stand auch in verschiedenen Kurzfilmen sowie in einigen Kino- und Fernsehproduktionen vor der Kamera. Für das Kino drehte er u. a. mit Uisenma Borchu und Tobias Stille. In dem für die TV-Reihe Sechs auf einen Streich produzierten Märchenfilm Die kleine Meerjungfrau (2013) spielte er an der Seite von Philipp Danne und Björn von der Wellen einen der beiden besten Freunde des Prinzen. Außerdem war er mehrfach als Werbedarsteller und Sprecher tätig.
Rasmus Max Wirth ist Vater einer Tochter und lebt in Berlin.

## Filmografie (Auswahl)
- 2013: Die kleine Meerjungfrau (Fernsehfilm)
- 2015: Schau mich nicht so an (Kinofilm)
- 2019: Scheidung für Anfänger (Fernsehfilm)
- 2019: Alle in einem Boot (Kinofilm)
- 2019: Lovers (Kinofilm)
- 2020: Die Drei von der Müllabfuhr – Kassensturz (Fernsehreihe)
- 2021: Die Drei von der Müllabfuhr – Operation Miethai (Fernsehreihe)
- 2023: Die Drei von der Müllabfuhr – Altlasten (Fernsehreihe)
- 2023: SOKO Wismar (Fernsehserie, Folge Wolfgang, der Würger)